# Fly Me to the Moon (film 2008)
Fly Me to the Moon è un film d'animazione del 2008 diretto da Ben Stassen.

## Trama
La giovane mosca Nat, appassionata di astronomia, decide di intraprendere un percorso per diventare astronauta per poter così coronare il suo sogno: essere la prima mosca a viaggiare nello spazio.